# Сабинас (Коауила)
Сабинас (исп. Sabinas) — город в Мексике, штат Коауила, входит в состав одноимённого муниципалитета и является его административным центром. Численность населения, по данным переписи 2020 года, составила 59 196 человек.

## Общие сведения
29 июня 1883 года была заложена железнодорожная станция Сабинас, получившая своё название от одноимённой реки, на берегу которой и была построена, а река была так названа от растущих на её берегах сабиновых деревьев.
3 декабря 1883 года со станцией началось ж/д сообщение.
20 января 1906 года станция становится малым городом и возглавляет одноимённый муниципалитет, а 31 августа 1942 года Сабинасу присваивается статус города.

## Фотографии

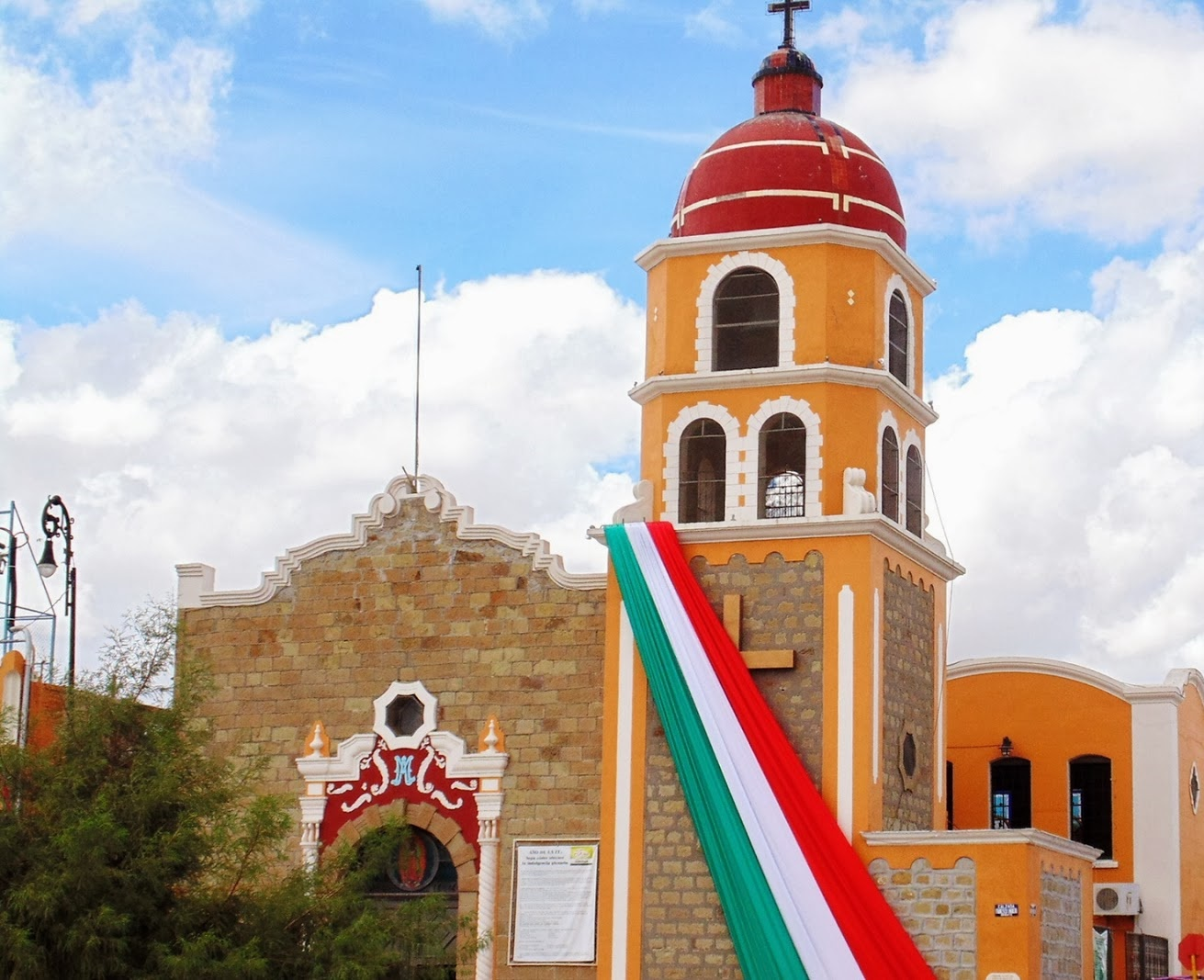
Городская церковь
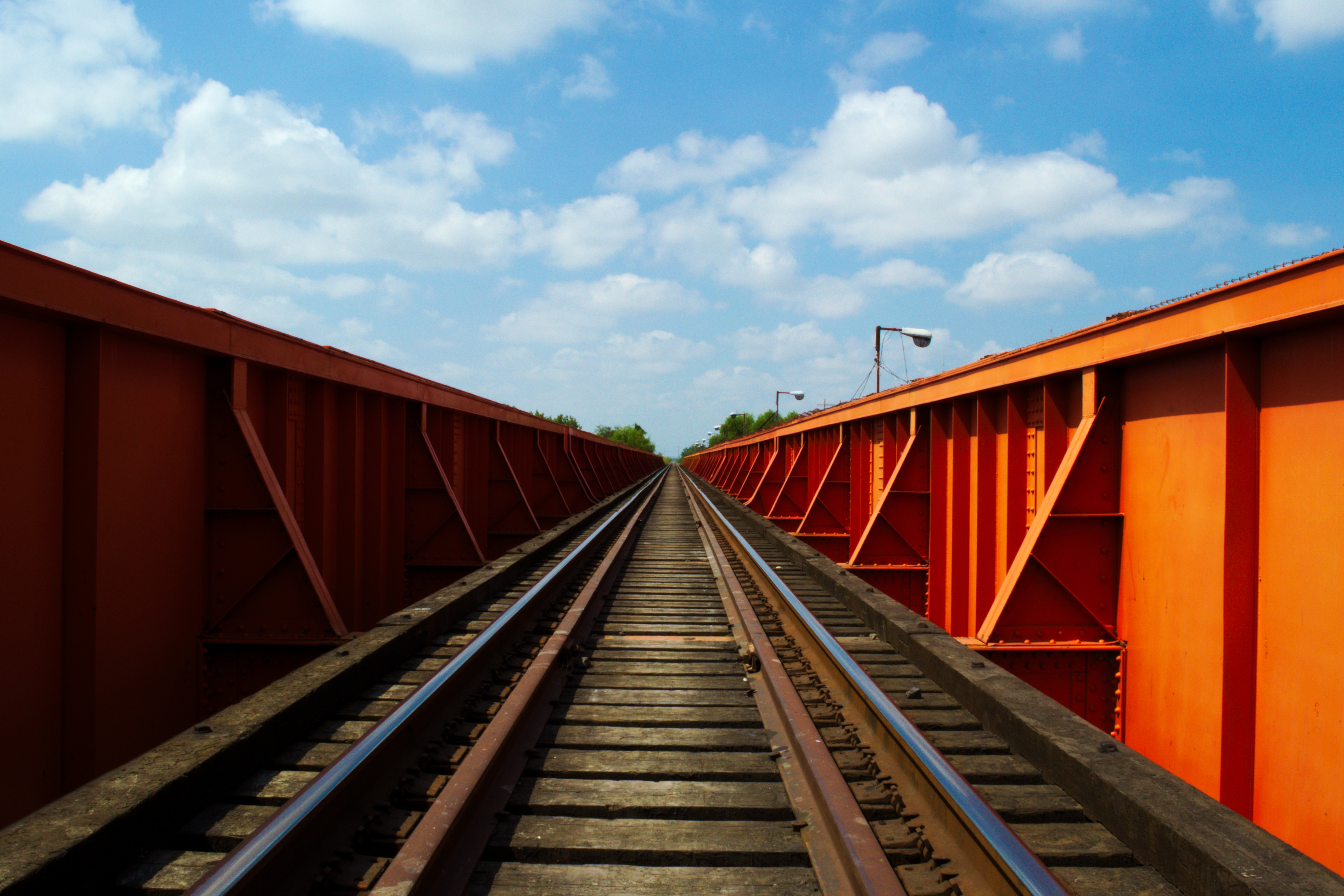
Ж/д мост, построенный в 1883 году